# Andy Lau

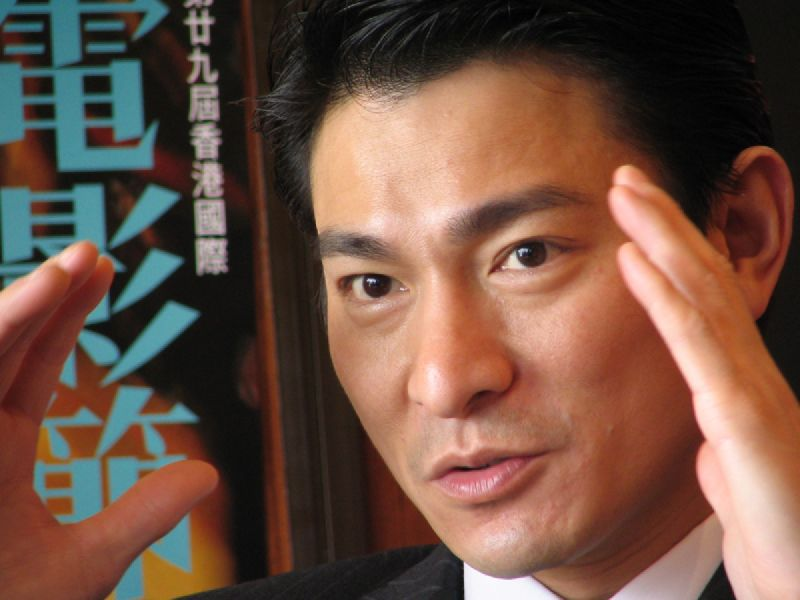
Andy Lau

Andy Lau Tak-Wah (en chino tradicional, 劉德華; pinyin, Liú Déhuá) (Hong Kong, 27 de septiembre de 1961) es un actor y cantante hongkonés. Andy Lau es considerado una de las estrellas más famosas de Hong Kong apareciendo en películas, series entre otras producciones

## Biografía
Andy Lau Tak-wah divide sus carreras entre las actividades como actor, productor de cine, cantante y presentador de televisión. Activo desde los años ochenta, Andy Lau es considerado una de las estrellas más famosas de Hong Kong.
Andy nació el 27 de septiembre de 1961 en la región rural de Taipo, en Hong Kong. Proveniente de una familia numerosa compuesta por seis hermanos, cuatro mujeres y dos hombres, durante su infancia tuvo que experimentar algunas dificultades económicas para salir adelante. Su casa no tenía agua corriente por lo que Andy, con sólo diez años, se levantaba cada día a las tres de la mañana para ir a buscar agua para su familia. Por suerte, sus padres siempre le animaron a continuar con sus estudios, ya que para ellos el futuro de sus hijos era lo más importante.
En 1980, tras graduarse de sus estudios, entró en la academia TVB de actores, donde estudió interpretación y artes marciales. Sus inicios fueron similares a los de muchos de sus compañeros, primero apareciendo en varias series de televisión para empezar a ser un rostro conocido por el público para más tarde debutar en el cine. En el caso de Andy, su primera película es Boat People, del 82. On the Wrong Track (1983) supuso su primer papel protagonista y su primer éxito. El éxito del film sumado a la fama que estaba obteniendo gracias a series como Return of Condor Heroes lo convirtieron en uno de los actores más populares del momento, llegando a ser uno de los 5 Tigers, nombre por el que se denominó a los cinco actores más prometedores de su generación. Junto a Andy los otros “tigres” fueron Tony Leung Chiu-Wai, Felix Wong, Miu Kiu-Wai y Ken Tong. La carrera del artista sufrió un importante traspiés en 1986. La TVB quiso blindar a uno de sus artistas más populares y le ofreció a Andy un contrato por cinco años más con ellos. Andy, que quería labrarse una carrera en el cine y no centrarse tanto en la televisión, lo rechazó, y la TVB se lo tomó tan a mal que lo incluyó en su lista negra e hizo todo lo posible para que Andy no volviera a salir por televisión. Este incidente podría haber supuesto el fin de su carrera como actor, pero afortunadamente tuvo la ayuda de su buen amigo Chow Yun-Fat quien lo ayudó cuando más lo necesitaba. Gracias a Chow Yun-Fat pudo hacerse un hueco en la industria cinematográfica y salir a flote. Los dos juntos aparecieron en Rich and Famous (1987), Tragic Hero (1987), God of Gamblers (1989) y God of Gamblers 2 (1981) entre otras y de esta manera Andy pudo dejar atrás la TVB y concentrarse en el cine.
Andy tenía muchas ganas de trabajar y lo demostró con creces, rodando películas sin parar y sin descuidar su carrera como cantante. Tales eran sus ganas de trabajar que de 1988 a 1992 llegó a rodar más de diez películas por año, batiendo todos sus récords el 1989, año en el que llegó a estrenar 16 películas. Tal era su dedicación por su trabajo que muchos días tenía que dormir en su coche para poder llegar a tiempo a sus obligaciones.
Andy ha rodado películas de todo tipo y ha dado vida a una gran variedad de personajes. Desde que dejara la TVB ha estrenado películas tan destacadas como As Tears Go By (1988) de Wong Kar-Wai, God of Gamblers (1989), Days of Being Wild (1990) de nuevo a las órdenes de Wong Kar-Wai, A Moment of Romance (1990), Needing You (comedia romántica en la que actuó por primera vez junto a Sammi Cheng y que acabó siendo la película más taquillera del año 2000 en Hong Kong), Infernal Affairs (2002), Running on Karma (2003), Infernal Affairs III (2003), o La casa de las dagas voladoras (2004) entre muchísimas otras.
Pese a ser sin ninguna duda uno de los actores más taquilleros de Hong Kong, a Andy se le resistió tener a la crítica tan a favor como el público. Ha estado nominado unas cuantas veces a mejor actor en los Hong Kong Awards, por sus papeles en As Tears go By (1998), Lee Rock (1991) o Full Throttle (1995), pero hasta el año 2000 no pudo ganar el Andy Lau máximo galardón de los premios más importantes de Hong Kong, cuando protagonizó Running out of Time (1999). Volvió a ganar el premio a mejor actor gracias a Running on Karma (2003), después de volver a perder tres veces consecutivas al quedarse en sólo nominación sus papeles en A Fighter’s Blues (2000), Love on a Diet (2001) e Infernal Affairs (2002; en esta ocasión perdió el galardón frente a Tony Leung Chiu-Wai, su compañero de reparto). Precisamente por su papel en Infernal Affairs también fue nominado a los prestigiosos Golden Horse de Taiwán pero también perdió por poco contra Tony Leung Chiu-Wai. Por el contrario, se llevó el resistido premio por su secuela, Infernal Affairs III (2003).
En los últimos años Andy también ha creado una productora llamada Teamwork, con la que ha producido a algunos directores como Fruit Chan.
En cuanto a su carrera musical, Andy editó su primer álbum en 1985, pero no acabó de funcionar. En 1990 consiguió el éxito absoluto gracias a su siguiente álbum, con el que acabó consiguiendo siete discos de platino y numerosos premios. Desde entonces Andy no ha descuidado su carrera como cantante, que compagina a la perfección con su carrera como actor, y ha ganado innumerables premios con sus discos batiendo todos los récords posibles.
Curiosamente, pese a ser Andy uno de los artistas más populares en Asia es también uno de los más discretos, ya que apenas se sabe nada de su vida privada. De lo poco que se ha hecho público, sabemos que Andy es un gran admirador de Elvis, que le gusta jugar a los bolos y que le encanta coleccionar relojes, pantalones vaqueros viejos y todo lo relacionado con el anime de Ultraman.
En el 1995 abrió su museo privado, en el que están expuestos premios, letras de canciones, ropa que ha llevado en conciertos y películas y hasta su primer par de zapatos para jugar a los bolos. Todos los beneficios que obtiene los destina a la caridad.
Su primer personaje, que le hizo muy popular, fue en la serie fue transmitida por el canal TVB. Ese mismo año, protagonizó Lau la película Once Upon a Rainbow, que siguió un año más adelante interpretando un personaje en la serie de televisión The Return of the Condor Heroes (El retorno de los Héroes Cóndor). Su consagración tuvo lugar en la final de la película On the Wrong Track. En el 2000 ganó el premio como mejor actor en el Premio de Cine de Hong Kong por su interpretaciones y en el 2004 obtuvo el Premio Caballo de Oro por Infernal Affairs 3. Entre sus películas más populares en Occidente está la conocida como "La Casa de las Dagas Voladoras".

## Filmografía parcial
- Boat People (1982)
- Home at Hong Kong (1983)
- On the Wrong Track (1983)
- Everlasting Love (1984)
- Shanghai 13 (1985)
- The Unwritten Law (1985)
- Magic Crystal (1986)
- Twinkle Twinkle Lucky Stars (1986)
- Lucky Stars Go Places (1986)
- Rich and Famous (1987)
- Sworn Brothers (1987)
- Tragic Hero (1987)
- As Tears Go By (Wong gok ka moon), Dirigida por Wong Kar-Wai (1988)
- God of Gamblers (賭神 / Dǔshén), Dirigida por Wong Jing (1989)
- Crazy Companies (1988)
- Crazy Companies 2 (1988)
- The Dragon Family (1988)
- In the Blood (1988)
- Last Eunuch in China (1988)
- The Romancing Star 2 (1988)
- Three Against the World (1988)
- The Truth (1988)
- Walk On Fire (1988)
- Bloody Brotherhood (1989)
- Casino Raiders (1989)
- China White (1989)
- City Kids 1989 (1989)
- Crocodile Hunter (1989)
- The First Time is the Last Time (1989)
- Little Cop (1989)
- Long Arm of the Law III (1989)
- News Attack (1989)
- Perfect Match (1989)
- Proud and Confident (1989)
- The Romancing Star 3 (1989)
- Runaway Blues (1989)
- Stars and Roses (1989)
- The Truth-Final Episode (1989)
- Dragon in Jail (1990)
- The Fortune Code (1990)
- Gangland Odyssey (1990)
- God of Gamblers 2 (1990)
- A Home Too Far (1990)
- Island Of Fire (1990)
- Kawashima Yoshiko (1990)
- Kung Fu vs. Acrobatic (1990)
- A Moment of Romance (1990)
- No Risk, No Gain (1990)
- Return Engagement (1990)
- The Banquet (1991)[cameo]
- Casino Raiders 2 (1991)
- Dances with the Dragon (1991)
- Don't Fool Me (1991)
- Hong Kong Godfather (1991)
- The Last Blood (1991)
- Lee Rock (1991)
- Lee Rock II (1991)
- Saviour of the Soul (1991)
- The Tigers (1991)
- Tricky Brains (1991)
- Zodiac Killers (1991)
- Days of Being Wild (A Fei zheng chuan), Dirigida por Wong Kar-Wai (1991)
- Casino Tycoon (1992)
- Casino Tycoon 2 (1992)
- Come Fly The Dragon (1992)
- Gameboy Kids (1992)
- Gun n' Rose (1992)
- Handsome Siblings (1992)
- The Moon Warriors (1992)
- The Prince Of Temple Street (1992)
- Saviour of the Soul 2 (1992)
- The Sting (1992)
- What A Hero! (1992)
- Days of Tomorrow (1993)
- Future Cops (1993)
- Perfect Exchange (1993)
- Drunken Master II (1994) [cameo]
- Drunken Master III (1994)
- A Taste of Killing and Romance (1994)
- The Three Swordsmen (1994)
- Tian Di (1994) [also producer]
- The Adventurers (1995)
- Full Throttle (1995)
- What a Wonderful World (1996)
- A Moment of Romance 3 (1996)
- Shanghai Grand (1996)
- Thanks for Your Love (1996)
- Armageddon (1997)
- Cause We Are So Young (1997) [cameo]
- Made in Hong Kong (1997) [exec. producer only]
- Island of Greed (1997)
- A True Mob Story (1998)
- The Conman (1998)
- The Longest Summer (1998) [producer only]
- Fascination Amour (1999)
- Prince Charming (1999)
- The Conmen in Vegas (1999)
- Century of the Dragon (1999)
- Running Out of Time (1999)
- The Duel (2000)
- Needing You... (2000)
- A Fighter's Blues (2000) [also producer]
- Love On a Diet (2001)
- Fulltime Killer (2001) [also producer]
- Dance of a Dream (2001) [also producer]
- Fat Choi Spirit (2002)
- The Wesley's Mysterious File (2002)
- Golden Chicken (2002) [cameo]
- Cat and Mouse (2003)
- Give Them a Chance (2003) [cameo]
- Running on Karma (2003)
- Infernal Affairs 3 (Mou gaan dou III), Dirigida por Wai-keung Lau y Siu Fai Mak (2003)
- Golden Chicken 2 (2003)
- Magic Kitchen (2004)
- Jiang Hu (2004) [also producer]
- McDull, Prince de la Bun (2004) [voice only]
- La foresta dei pugnali volanti (十面埋伏 / Shi mian mai fu), Dirigida por Zhang Yimou (2004)
- Yesterday Once More (2004)
- A World Without Thieves (2004)
- Wait 'Til You're Older (2005)
- All About Love (2005)
- I'll Call You (2006) [cameo]
- The Shoe Fairy (2005) [exec. producer only]
- Crazy Stone (CHINA 2006) [exec. producer only]
- My Mother is a Belly Dancer (2006) [cameo] [exec. producer]
- A Battle of Wits (Bokkō o Bokukō), Dirigida por Jacob Cheung (2006)
- Protégé (2007)
- Brothers (2007) [also. exec. producer]
- The Warlords (2007)
- Three Kingdoms: Resurrection of the Dragon (2008)
- Look For a Star (2009)
- The Founding of a Republic (2009)
- Future X-Cops (2010)
- Gallants (2010) [exec. producer only]
- Detective Dee y el misterio de la llama fantasma (2010)
- Shaolin (2011)
- What Women Want (2011) [also exec. producer]
- Una vida sencilla (2011)
- Cold War (2012)
- Blind Detective (2013)
- Switch (2013)
- Firestorm (2013)
- Golden Chicken 3 (2014)
- From Vegas to Macau II (2015)
- Lost and Love (2015)
- Saving Mr. Wu (2015)
- Our Times (2015)
- The Bodyguard (2016)
- From Vegas to Macau III (2016)
- The Great Wall (2016)
- Shockwave (2017)
- The Adventurers (2017)
- Find Your Voice (2017)
- Chasing the Dragon (2017)
- La Tierra errante (2019)
- La Tierra errante 2 (2022)[1]